# 1998-as síkvízi kajak-kenu világbajnokság
Az 1998-as síkvízi kajak-kenu világbajnokságot Szegeden rendezték meg. Ez volt a 29. kajak-kenu világbajnokság.

## Éremtáblázat
*   Magyarország
| Helyezés | Ország           | Arany | Ezüst | Bronz | Összesen |
| -------- | ---------------- | ----- | ----- | ----- | -------- |
| 1.       | Magyarország     | 7     | 5     | 5     | 17       |
| 2.       | Németország      | 5     | 3     | 3     | 11       |
| 3.       | Oroszország      | 2     | 2     | 6     | 10       |
| 4.       | Olaszország      | 2     | 3     | 1     | 6        |
| 5.       | Kanada           | 4     | 1     | 0     | 5        |
| 6.       | Ausztrália       | 2     | 1     | 1     | 4        |
| 6.       | Csehország       | 2     | 1     | 1     | 4        |
| 8.       | Románia          | 0     | 2     | 1     | 3        |
| 9.       | Ukrajna          | 0     | 1     | 2     | 3        |
| 10.      | Izrael           | 1     | 1     | 0     | 2        |
| 10.      | Szlovákia        | 1     | 1     | 0     | 2        |
| 12.      | Norvégia         | 0     | 1     | 1     | 2        |
| 12.      | Svédország       | 0     | 1     | 1     | 2        |
| 12.      | Jugoszlávia      | 0     | 1     | 1     | 2        |
| 15.      | Spanyolország    | 0     | 0     | 2     | 2        |
| 16.      | Fehéroroszország | 0     | 1     | 0     | 1        |
| 16.      | Lengyelország    | 0     | 1     | 0     | 1        |
| 18.      | Argentína        | 0     | 0     | 1     | 1        |
| Összesen | Összesen         | 26    | 26    | 26    | 78       |

## Eredmények

### Férfiak
Kenu
| Versenyszám | Arany                                                                           | Arany    | Ezüst                                                                                               | Ezüst    | Bronz                                                                                            | Bronz    |
| ----------- | ------------------------------------------------------------------------------- | -------- | --------------------------------------------------------------------------------------------------- | -------- | ------------------------------------------------------------------------------------------------ | -------- |
| C1 200 m    | Martin Doktor · Csehország                                                      | 41,622   | Slavomír Kňazovický · Szlovákia                                                                     | 41,666   | Mihajlo Szlivinszkij · Ukrajna                                                                   | 41,714   |
| C1 500 m    | Makszim Opalev · Oroszország                                                    | 2:01,009 | Andreas Dittmer · Németország                                                                       | 2:01,617 | Mihajlo Szlivinszkij · Ukrajna                                                                   | 2:02,413 |
| C1 1000 m   | Steve Giles · Kanada                                                            | 4:06,725 | Martin Doktor · Csehország                                                                          | 4:07,525 | Andreas Dittmer · Németország                                                                    | 4:10,917 |
| C2 200 m    | Thomas Zereske · Christian Gille · Németország                                  | 37,881   | Buzál Miklós · Végh Attila · Magyarország                                                           | 38,473   | Vlagyiszlav Polzunov · Andrej Kabanov · Oroszország                                              | 38,881   |
| C2 500 m    | Horváth Csaba · Kolonics György · Magyarország                                  | 1:45,941 | Daniel Jędraszko · Paweł Baraszkiewicz · Lengyelország                                              | 1:47,161 | Thomas Zereske · Christian Gille · Németország                                                   | 1:47,409 |
| C2 1000 m   | Alekszandr Kovaljov · Alekszandr Kosztoglod · Oroszország                       | 3:56,028 | Gheorghe Andriev · Florin Popescu · Románia                                                         | 3:56,550 | Zala György · Ipacs Endre · Magyarország                                                         | 3:57,486 |
| C4 200 m    | Petr Procházka · Tomáš Křivánek · Petr Fuksa · Karel Kožíšek · Csehország       | 34,593   | Aljakszandr Maszjajkov · Andrej Beljaev · Anatol Renyejszkij · Uladzimir Marinov · Fehéroroszország | 34,629   | Pavel Konovalov · Konsztantyin Fomicsev · Vlagyimir Ladosa · Alekszandr Kosztoglod · Oroszország | 34,721   |
| C4 500 m    | Kolonics György · Horváth Csaba · Hüttner Csaba · Szuszkó László · Magyarország | 1:37,699 | Gheorghe Andriev · Florin Popescu · Cosmin Pasca · Ionel Averian · Románia                          | 1:37,723 | Alekszandr Kosztoglod · Pavel Konovalov · Vlagyiszlav Polzunov · Vlagyimir Ladosa · Oroszország  | 1:39,755 |
| C4 1000 m   | Horváth Csaba · Belicza Béla · Hüttner Csaba · Szuszkó László · Magyarország    | 3:36,876 | Konsztantyin Fomicsev · vaszilij Majlov · Andrej Kabanov · Ignat Kovalov · Oroszország              | 3:40,680 | Martin Doktor · Petr Netušil · Jan Macháč · Viktor Jiráský · Csehország                          | 3:41,736 |

Kajak
| Versenyszám | Arany                                                                       | Arany    | Ezüst                                                                              | Ezüst    | Bronz                                                                                       | Bronz    |
| ----------- | --------------------------------------------------------------------------- | -------- | ---------------------------------------------------------------------------------- | -------- | ------------------------------------------------------------------------------------------- | -------- |
| K1 200 m    | Michael Kolganov · Izrael                                                   | 36,232   | Olekszij Szlivinszkij · Ukrajna                                                    | 36,460   | Ognjen Filipović · Jugoszlávia                                                              | 36,568   |
| K1 500 m    | Vereckei Ákos · Magyarország                                                | 1:43,546 | Michael Kolganov · Izrael                                                          | 1:43,698 | Lutz Liwowski · Németország                                                                 | 1:44,705 |
| K1 1000 m   | Lutz Liwowski · Németország                                                 | 3:40,738 | Knut Holmann · Norvégia                                                            | 3:42,806 | Javier Correa · Argentína                                                                   | 3:45,074 |
| K2 200 m    | Fehérvári Vince · Hegedűs Róbert · Magyarország                             | 33,266   | Szergej Verlin · Anatolij Tiscsenko · Oroszország                                  | 33,826   | Magyar Géza · Romică Şerban · Románia                                                       | 33,962   |
| K2 500 m    | Michal Riszdorfer · Juraj Bača · Szlovákia                                  | 1:32,042 | Beniamino Bonomi · Luca Negri · Olaszország                                        | 1:32,286 | Bártfai Krisztián · Horváth Gábor · Magyarország                                            | 1:32,938 |
| K2 1000 m   | Antonio Rossi · Luca Negri · Olaszország                                    | 3:28,727 | Mićo Janić · Stjepan Janić · Jugoszlávia                                           | 3:28,964 | Ádám Attila · Veréb Krisztián · Magyarország                                                | 3:29,728 |
| K4 200 m    | Kajner Gyula · Fehérvári Vince · Beé István · Hegedűs Róbert · Magyarország | 31,155   | Antonio Rossi · Beniamino Bonomi · Ivano Lussignoli · Luca Negri · Olaszország     | 31,495   | Andreas Gjersø · Nils Olav Fjeldheim · Knut Holmann · Robby Roarsen Hangli · Norvégia       | 31,55    |
| K4 500 m    | Torsten Gutsche · Mark Zabel · Björn Bach · Stefan Ulm · Németország        | 1:24,959 | Storcz Botond · Bártfai Krisztián · Szádovszky Zsolt · Bauer Márton · Magyarország | 1:25,763 | Andrej Tisszin · Andrej Scsegolihin · Vitalij Ganykin · Roman Zarubin · Oroszország         |          |
| K4 1000 m   | Torsten Gutsche · Mark Zabel · Björn Bach · Stefan Ulm · Németország        | 3:06,557 | Storcz Botond · Bártfai Krisztián · Szádovszky Zsolt · Bauer Márton · Magyarország | 3:07,373 | Anatolij Tiscsenko · Szergej Verlin · Georgij Cibulnyikov · Alekszandr Ivanik · Oroszország | 3:09,779 |

### Nők
Kajak
| Versenyszám | Arany                                                                        | Arany    | Ezüst                                                                             | Ezüst    | Bronz                                                                                     | Bronz    |
| ----------- | ---------------------------------------------------------------------------- | -------- | --------------------------------------------------------------------------------- | -------- | ----------------------------------------------------------------------------------------- | -------- |
| K1 200 m    | Caroline Brunet · Kanada                                                     | 41,317   | Josefa Idem · Olaszország                                                         | 42,169   | Dónusz Éva · Magyarország                                                                 | 42,653   |
| K1 500 m    | Caroline Brunet · Kanada                                                     | 1:55,174 | Katrin Borchert · Ausztrália                                                      | 1:56,722 | Josefa Idem · Olaszország                                                                 | 1:56,774 |
| K1 1000 m   | Josefa Idem · Olaszország                                                    | 4:05,198 | Caroline Brunet · Kanada                                                          | 4:06,006 | Katrin Borchert · Ausztrália                                                              | 4:08,550 |
| K2 200 m    | Marie-Josée Gibeau-Ouimet · Karen Furneaux · Kanada                          | 38,770   | Dékány Kinga · Kőbán Rita · Magyarország                                          | 38,790   | Beatriz Manchón · Izaskun Aramburu · Spanyolország                                        | 38,914   |
| K2 500 m    | Anna Wood · Katrin Borchert · Ausztrália                                     | 1:50,692 | Birgit Fischer · Anett Schuck · Németország                                       | 1:51,068 | Dékány Kinga · Kőbán Rita · Magyarország                                                  | 1:52,108 |
| K2 1000 m   | Anna Wood · Katrin Borchert · Ausztrália                                     | 3:52,892 | Birgit Fischer · Ute Plessman · Németország                                       | 3:53,228 | Anna Karlsson · Susanne Gunnarsson · Svédország                                           | 3:55,598 |
| K4 200 m    | Dékány Kinga · Viski Erzsébet · Kőbán Rita · Kovács Katalin · Magyarország   | 36,889   | Anna Karlsson · Susanne Gunnarsson · Ingela Eriksson · Maria Haglund · Svédország | 37,361   | Natalja Gulij · Jelena Tisszina · Larisza Pejszahovics · Tatyjana Tiscsenko · Oroszország | 37,485   |
| K4 500 m    | Birgit Fischer · Anett Schuck · Manuela Mucke · Marcela Bednar · Németország | 1:42,939 | Dékány Kinga · Szabó Szilvia · Barócsi Andrea · Kovács Katalin · Magyarország     | 1:43,991 | Beatriz Manchón · Izaskun Aramburu · Ana María Penas · Belen Sánchez · Spanyolország      | 1:45,227 |

## A magyar csapat
Az 1998-as magyar vb keret tagjai:
| férfiak kajak | férfiak kajak                                                 | férfiak kajak |
| ------------- | ------------------------------------------------------------- | ------------- |
| K1 200 m      | Fehérvári Vince                                               | 4.            |
| K2 200 m      | Fehérvári Vince Hegedűs Róbert                                | Aranyérem     |
| K4 200 m      | Kajner Gyula Fehérvári Vince Beé István Hegedűs Róbert        | Aranyérem     |
| K1 500 m      | Vereckei Ákos                                                 | Aranyérem     |
| K2 500 m      | Bártfai Krisztián Horváth Gábor                               | Bronzérem     |
| K4 500 m      | Storcz Botond Bártfai Krisztián Szádovszky Zsolt Bauer Márton | Ezüstérem     |
| K1 1000 m     | Storcz Botond                                                 | 7.            |
| K2 1000 m     | Ádám Attila Veréb Krisztián                                   | Bronzérem     |
| K4 1000 m     | Storcz Botond Bártfai Krisztián Szádovszky Zsolt Bauer Márton | Ezüstérem     |

| férfi kenu | férfi kenu                                                 | férfi kenu         |
| ---------- | ---------------------------------------------------------- | ------------------ |
| C1 200 m   | Belicza Béla                                               | Nem jutott döntőbe |
| C2 200 m   | Buzál Miklós Végh Attila                                   | Ezüstérem          |
| C4 200 m   | Kolonics György Horváth Csaba Belicza Béla Hüttner Csaba   | 6.                 |
| C1 500 m   | Belicza Béla                                               | 4.                 |
| C2 500 m   | Kolonics György Horváth Csaba                              | Aranyérem          |
| C4 500 m   | Kolonics György Horváth Csaba Hüttner Csaba Szuszkó László | Aranyérem          |
| C1 1000 m  | Kolonics György                                            | 7.                 |
| C2 1000 m  | Zala György Ipacs Endre                                    | Bronzérem          |
| C4 1000 m  | Horváth Csaba Belicza Béla Hüttner Csaba Szuszkó László    | Aranyérem          |

| nők kajak | nők kajak                                                | nők kajak          |
| --------- | -------------------------------------------------------- | ------------------ |
| K1 200 m  | Dónusz Éva                                               | Bronzérem          |
| K2 200 m  | Dékány Kinga Kőbán Rita                                  | Ezüstérem          |
| K4 200 m  | Dékány Kinga Viski Erzsébet Kőbán Rita Kovács Katalin    | Aranyérem          |
| K1 500 m  | Dónusz Éva                                               | 5.                 |
| K2 500 m  | Dékány Kinga Kőbán Rita                                  | Bronzérem          |
| K4 500 m  | Dékány Kinga Szabó Szilvia Barócsi Andrea Kovács Katalin | Ezüstérem          |
| K1 1000 m | Wohner Krisztina                                         | Nem jutott döntőbe |
| K2 1000 m | Mednyánszky Szilvia Kőbán Rita                           | 4.                 |